# シャルル・ド・モンブラン
モンブラン伯爵およびインゲルムンステル男爵シャルル・フェルディナン・カミーユ・ヒスラン・デカントン・ド・モンブラン（仏: Count Charles Ferdinand Camille Ghislain Descantons de Montblanc, Baron d'Ingelmunster、1833年5月11日 - 1894年1月22日）は、フランス・ベルギーの貴族、実業家、外交官、日本のお雇い外国人。日本では「白山伯」（はくざんはく、ペーサンはく）の名で知られた。

## 略歴

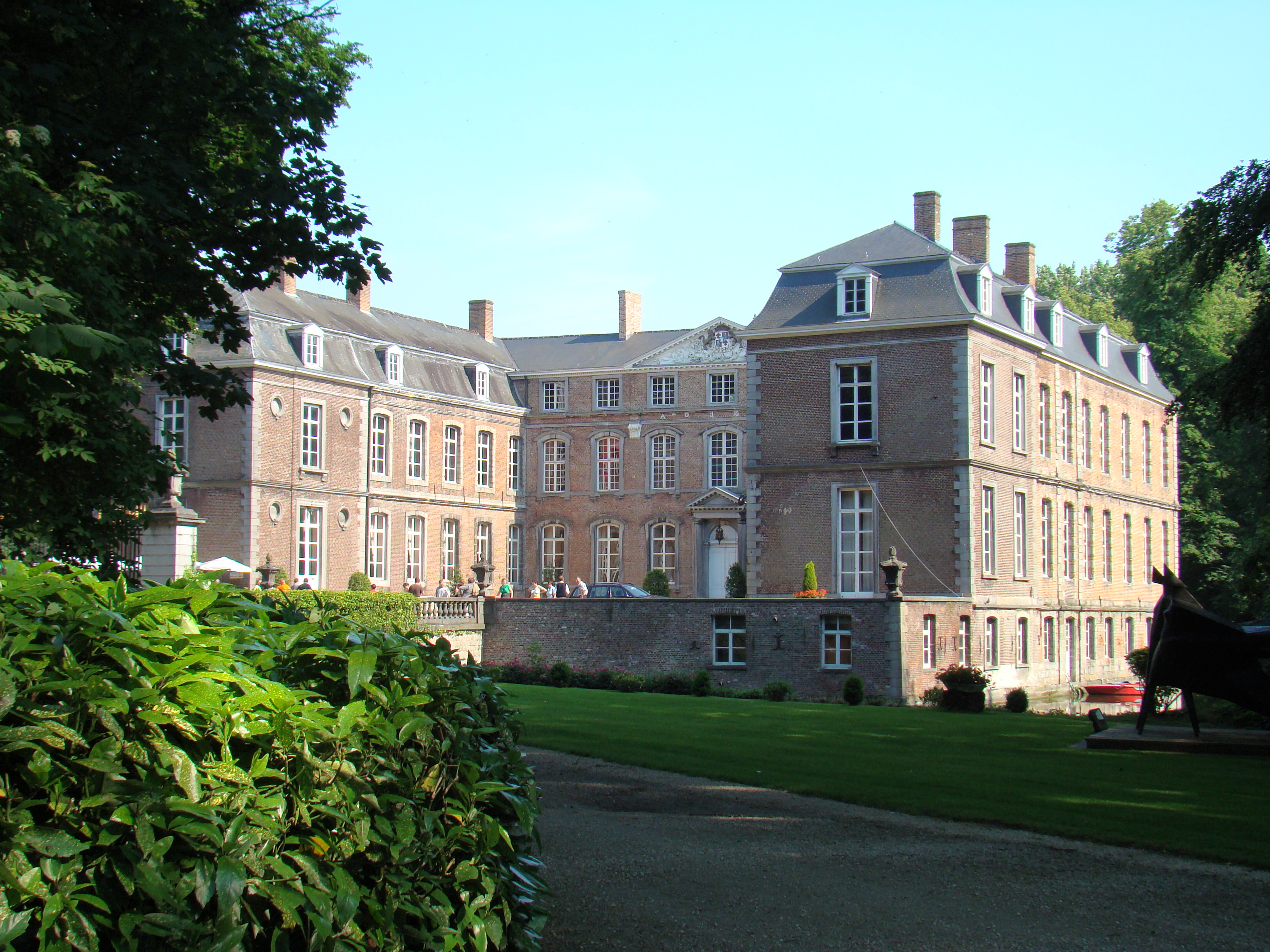
モンブラン家がプロート家より譲り受けたベルギーのインゲルムンステル城。モンブラン伯爵に招かれて薩摩の新納久脩、五代友厚なども滞在した。

### 生い立ち
1833年、パリでシャルル・アルベリック・クレマン・デカントン・ド・モンブラン（1785年 - 1861年）の長男として生まれる。。
母はヴィルジニ・ルイズ・ロック・ド・モンガイヤール（1812年 - 1889年）。モンブラン家の発祥は定かでないが、南仏の出身ではないかといわれる。父のシャルル・アルベリックは、ベルギーのフランデレン地域ウェスト＝フランデレン州にあるインゲルムンステル男爵領を、ドイツ人領主プロート家から譲られ、ベルギーの男爵となった。アンシャン・レジーム期のフランス軍において、プロート家はモンブラン家の主筋であり、直系の後継者がいなくなったために譲渡を受けたものだが、プロート家のドイツの一族からは抗議があったといわれる。1841年、シャルル・アルベリックは、国王ルイ・フィリップより伯爵位を与えられ、ベルギーの男爵でありフランスの伯爵となった。父母がフランス人であったため、モンブラン自身はフランスで育ち、国籍もフランスだったが、弟たちはベルギー国籍となった。

### 日本への渡航

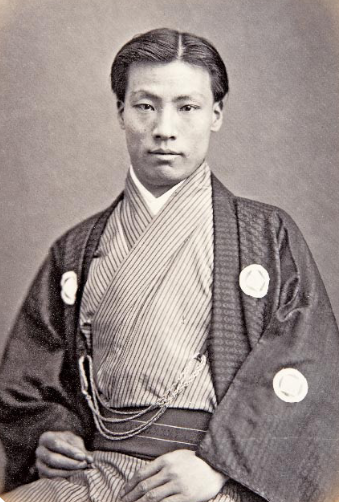
横浜でモンブランの従僕として雇われたのち帰国に同行して渡仏した斎藤健次郎。白川健次郎、ジラール・ケンなどいくつもの名前を使い、熊谷の医師の子、佐竹藩家中など経歴も様々に自称し、氏素性のはっきりしないいい加減な人物だったらしい。幕府側に薩摩藩の秘密を洩らしたとして薩摩で殺害されたとされる

1854年（嘉永7年）アメリカ合衆国のペリー艦隊が日本を開国させたというニュースが流れるや、日本に対する興味を持ち、渡航を熱望するようになる。
1858年（安政5年）、フランス特命全権使節として清に派遣されたグロ男爵に随行し、9月に初めて来日。日仏通商条約の締結後、グロ男爵と別れて外務省から依頼された学術調査のためフィリピンに渡航した。その後フランスへ帰国し、父の死を看取る。
1862年（文久2年）、再び日本を訪れたモンブランは横浜に滞在し、公使のデュシェーヌ・ド・ベルクールと交流する。帰国に際し私設秘書として斎藤健次郎を伴い、日本語や日本文化の研究に勤しんだ。1863年（文久3年）末、江戸幕府が孝明天皇の強い攘夷の要望から横浜を鎖港するために外国奉行・池田長発を正使とする交渉団をフランスへ派遣した際には、これと積極的に接触し、使節団のパリ見学やフランス政府要人との会談を斡旋した。また1865年（慶応元年）に再び派遣された外国奉行・柴田剛中らが渡仏した際にも接触し、日本とベルギーとの通商条約締結を勧めたが、柴田からはあまり信用されなかった。

### 薩摩藩との接触とパリ万博
同じ頃、薩摩藩の密航留学生が新納久脩・五代友厚・松木弘安らに伴われ、ロンドンに派遣されていた。幕府使節との接触が不調に終わったモンブランは、斎藤を伴ってイギリスへ渡り、白川健次郎を介して薩摩藩留学団に接触し、その世話役を買って出た。さらに新納・五代に貿易商社設立の話を持ちかけている。富国強兵・殖産興業を目指していた薩摩藩はこの申し入れを喜び、早速予備交渉を行った。五代らが各国の視察のため大陸に渡った際にはモンブラン邸も訪れ、ともに狩りなどを楽しんでいる。慶応元年8月25日（1865年10月15日）にはブリュッセルにおいてモンブランと新納・五代との間で12箇条からなる貿易商社設立の契約書が交換された。その直後、モンブランはパリで開催された地理学協会で、「日本は天皇をいただく諸侯連合で、諸国が幕府と条約を結んだのはまちがいだ」というような、薩摩藩の主張にそった発表をしている。翌年には輸入品に関する契約が更新され、薩摩藩主・島津茂久からの商社設立内約の礼状がモンブランに贈られている。
また、密航留学生のうち中村博愛、田中静洲の二人をフランスに迎え、しばらく後には町田清蔵も加えて面倒をみた。さらに、慶応2年（1866年）の末には新納久脩の息子・新納竹之助、慶応3年（1867年）からは、薩摩藩家老・岩下方平の息子・岩下長十郎も、モンブランの世話でフランスで留学生活を送っている。

1867年パリ万博
（ル・モンド・イリュストレ紙）

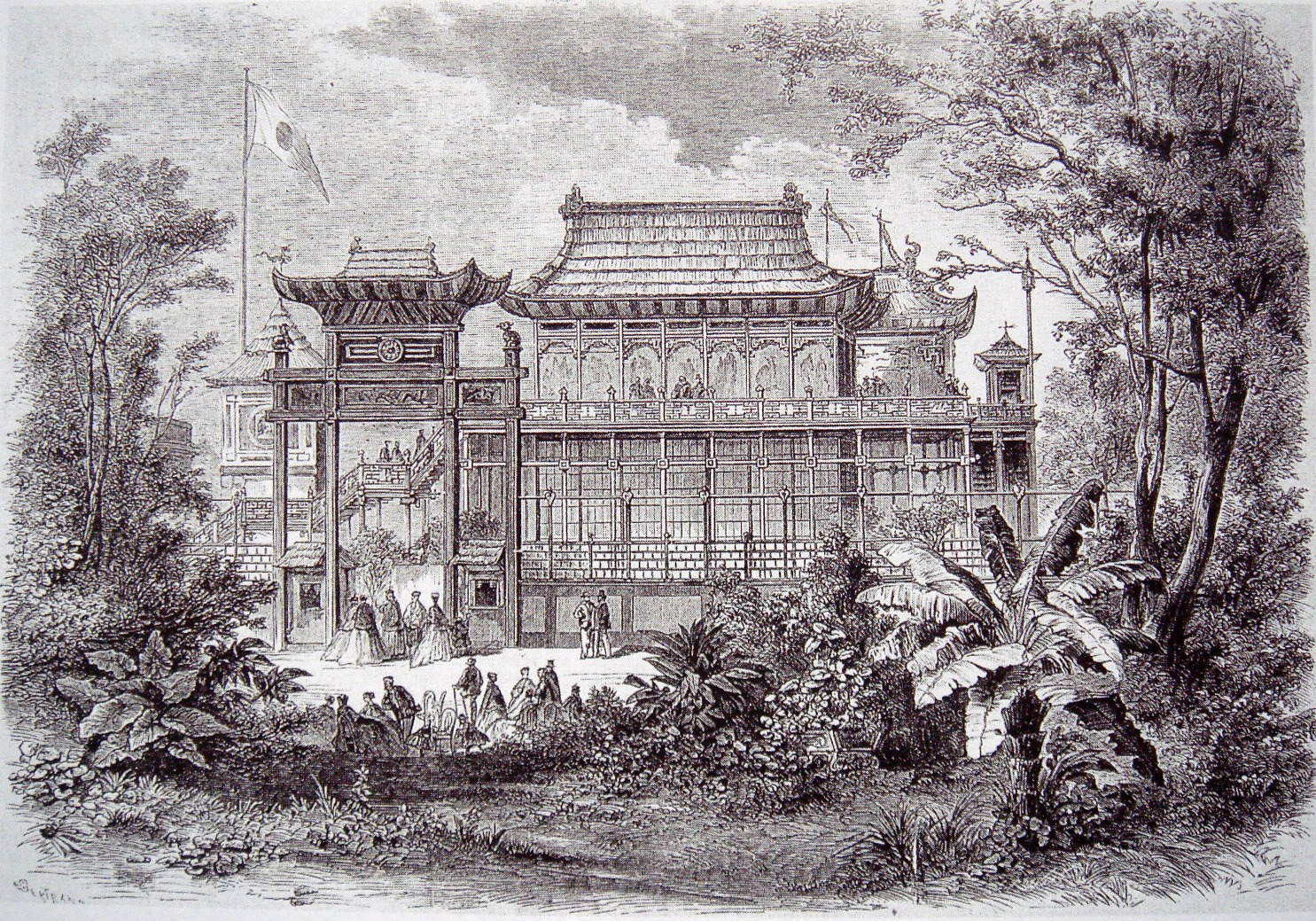
パリ万博における薩摩藩の出展
（ル・モンド・イリュストレ）

こうしたモンブランと薩摩藩との交流にともない、1867年（慶応3年）にパリで行われた万国博覧会においては、薩摩藩はモンブランを代理人として、幕府とは別名義の出展者として参加、出品することとなった。岩下方平は薩摩藩および琉球王国（当時、事実上薩摩藩の支配下にあった）の全権としてパリに派遣され、モンブランとともに万博の準備を進めたが、そこへ幕府から派遣された使節徳川昭武一行が到着して薩摩藩の出展に大いに驚き、随行した外国奉行・向山一履、支配組頭・田辺太一らは厳しく抗議し、特に出展者名から「琉球」の二文字と「丸に十字（島津家の家紋）」の旗章を削ること、および「琉球国陛下松平修理大夫源茂久」の名を「松平修理大夫」のみに改めることを求めた。薩摩藩代理人のモンブランは岩下とともに交渉し、「薩摩太守の政府」の名前は譲れないとして談判し、結局幕府側は「大君政府」、薩摩藩側は「薩摩太守の政府」とし、ともに日の丸を掲げることで妥協となった。モンブランはさらに『フィガロ』『デバ』『ル・タン』といったパリの有力紙新聞に、すでに地理学会で発表していた「日本は絶対君主としての徳川将軍が治める国ではなく、ドイツと同様に各地の大名が林立する領邦国家であり、徳川家といえども一大名に過ぎない」との論調の記事を掲載させるなど、交渉を有利に導くべく工作した。この年、日本を再訪したモンブランは薩摩藩から軍制改革顧問に招聘され、鹿児島に滞在するなど、薩摩藩との密着度を深めていく。

### 維新前後
しかし、薩摩藩は薩英戦争後、茂久の父・島津久光の方針によりイギリス式兵制を採用したり、英国公使ハリー・パークスとの交流から、親英政策を採っており、フランス（ベルギー）人であるモンブランに過剰に肩入れするのは危険と見られていた。英国からもフランス人の軍制顧問任命に難色を示され、薩摩藩留学生の吉田清成・鮫島尚信・森有礼らもモンブランを危険視する建言を藩庁へ提出していた。

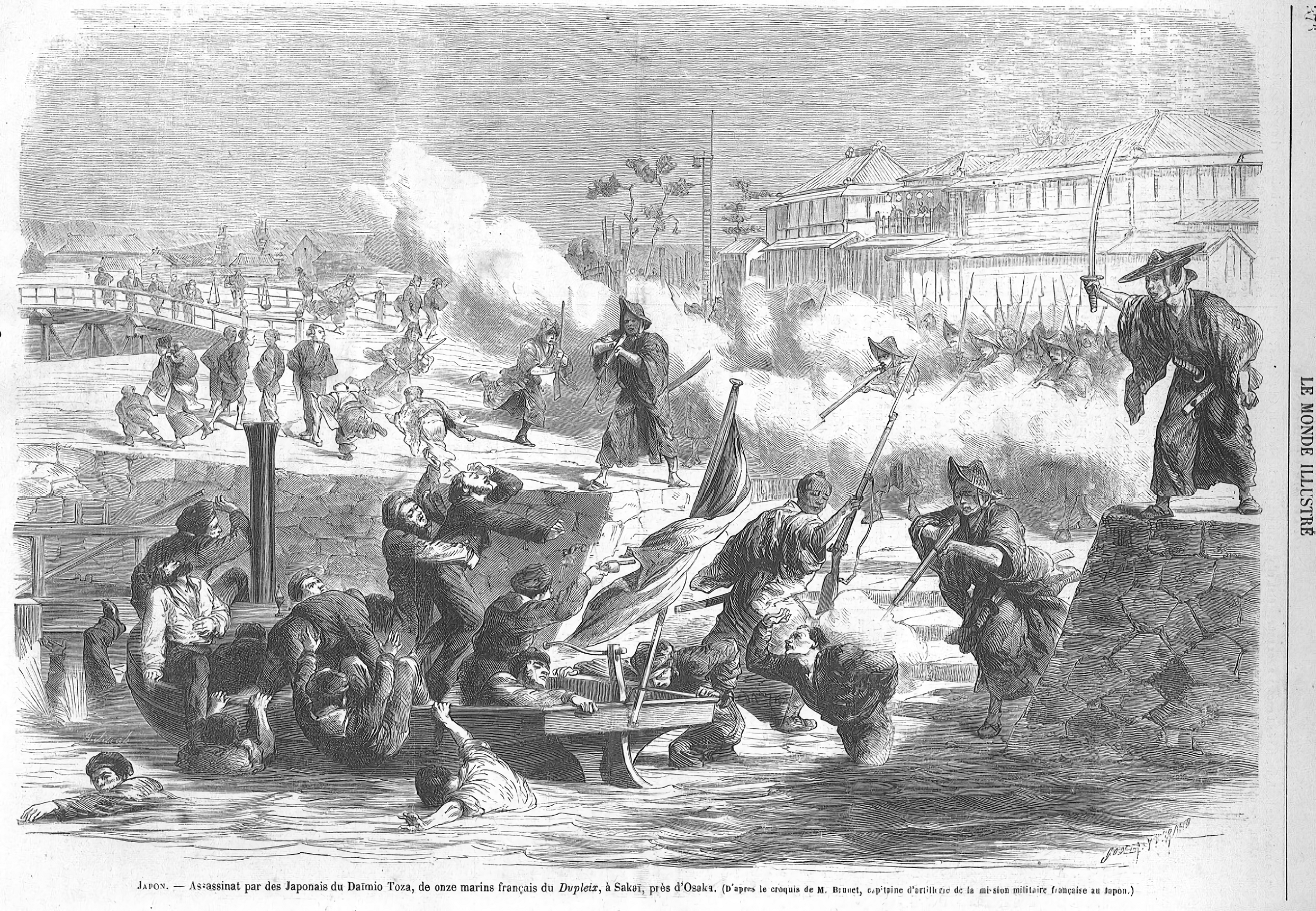
堺事件（ル・モンド1868年）

1867年（慶応3年）、徳川慶喜が大政奉還を行い、それに対し朝廷からは王政復古の大号令が下され、小御所会議で徳川家領の朝廷への返還が決定されるなど、流動的な政局が続くが、薩摩藩要路の大久保利通は新政権の諸外国への承認獲得と外交の継続宣言をすべく、モンブランと松木弘安に、新政権から諸外国への通達詔書を作成させている。翌1868年（慶応4年）初め、鳥羽・伏見の戦いで新政府軍が旧幕府軍を破り優位に立つと、新政府に従う藩も増え、新たな日本の中央政権として認識されるようになる。そんな中で起きた外国人殺傷事件（神戸事件や堺事件）においては、モンブランは新政府の外交顧問格として、外国事務局判事の五代友厚を支え、パークスやフランス公使ロッシュとの交渉を担うなど、京都において新政府の外交を助けた。
これらの対処により、明治天皇の各国公使謁見が実現することになった。

### 日本総領事任命〜解任
このような功績から新政府の外国官知事・伊達宗城（元宇和島藩主）は、江戸に駐在していたフランス公使ロッシュに対し、モンブランをパリの日本公務弁理職（総領事）に任ずると通知している。
その後、モンブランは大阪・神戸間に電信を架設する計画を立て新政府に願書を提出しているが、すでに新政府には自ら架設する計画があり機械も英国に発注していたためモンブラン提案を断った。1869年（明治2年）、モンブランは鹿児島で島津忠義（茂久）に謁見した後、今度は東京において、樺太の領有権問題や宗教問題（浦上弾圧事件により日本が諸外国から抗議を受けたもの）など、新政府の外交に助言をよせたが、ヨーロッパにいて直接交渉の必要があり、年末に、留学生の前田正名と御堀耕助（太田市之進）を伴ってフランスへ帰国した。
パリに到着後、モンブランはナポレオン3世の承認を受け、異例の日本総領事となる。モンブランはパリのティヴォリ街8番地の自宅を日本総領事館（日本公務弁理職事務局）とし、前田を住まわせるとともに領事任務に当たった。日本のキリシタン弾圧政策の弁明につとめるとともに、日露国交交渉に直接乗り出そうとしたが、フランス人であったため、日本外交の代表権を持つ公使就任をフランス政府に拒まれ、実現しなかった。普仏戦争（1870–71年）の勃発に伴い、プロイセン軍の包囲下でパリ・コミューンが成立するなどパリが混乱に陥ると、日本政府はモンブランを解任し、新たに鮫島尚信を弁務使として派遣することを決定した。
1870年10月28日付けで解任されたモンブランは、その後もパリにあって同好の士と共に日本文化研究協会 (Société des études japonaises) を作り、フランスにおける日本語・日本文化研究を推進した。著書に『日本事情』や、『鳩翁道話』（柴田鳩翁）のフランス語訳などがある。その後も西園寺公望ら、日本からの留学生と交流した。
1894年1月22日、パリにおいて独身のまま死去。日本の歴史記述においては、しばしば敬遠されたり山師扱いされたが、近代初期の日本外交において独特な活躍をみせた人物である。

## 著書
- 『日本  Le Japon』（1865年、クレイ書店）　上記『モンブランの日本見聞記』に邦訳収録
- 『日本の現状についての一般的考察 Considérations Générales sur l'Etat Actuel du Japon』（1866年、フランス語-マルチネ書店、英語-ブリュール書店）1865年12月15日地理学総会における講演録
- 『1866年における日本 Le Japon en 1866』（1866年、『百科年鑑』からの抄録）Gutenbergにフランス語原文収蔵
- 『ありのままの日本』（1867年、アルチュール・ペルトラン書店）
- 『日本 その制度、産物、ヨーロッパとの関係』（1867年、『同時代評論』第57巻に発表したもの）
- 『フィリピン諸島』（1877年、『日本研究協会論文集　中国人、だったん人、インドシナ人』第2巻に発表したもの）